# عمر منديز
عمر منديز (بالإسبانية: Omar Méndez)‏ (7 أغسطس 1934 في الأوروغواي - ) هو لاعب كرة قدم أوروغواني في مركز الهجوم، شارك في كأس أمريكا الجنوبية 1953 وكأس العالم 1962 وكأس العالم 1954. وشارك مع منتخب الأوروغواي لكرة القدم. أما مع النوادي، فقد لعب مع إنديبندينتي وفيرو كاريل أويستي وناسيونال مونتيفيديو وسنترال إسبانيول وإنستيتوسيون أتلتيكا سود أمريكا ‏.

## وصلات خارجية
- عمر منديز على موقع الاتحاد الدولي (مؤرشف)  (الإنجليزية)
- عمر منديز على موقع قاعدة بيانات كرة القدم.إي يو (الإنجليزية)
- عمر منديز على موقع ناشيونال فوتبول تيمز (الإنجليزية)